# David Hemery
David Hemery (Reino Unido, 18 de julio de 1944) es un atleta británico retirado, especializado en la prueba de 4 × 400 m en la que llegó a ser subcampeón olímpico en 1972.

## Carrera deportiva
En los JJ. OO. de Múnich 1972 ganó la medalla de plata en los relevos 4 × 400 metros, con un tiempo de 3:00.46 segundos, llegando a meta tras Kenia (oro) y por delante de Francia (bronce), siendo sus compañeros de equipo: Alan Pascoe, Martin Reynolds y David Jenkins.Campeón olímpico y plusmarquista mundial en México 68 con 48.1